# Igreja do Convento de Santo António da Lourinhã

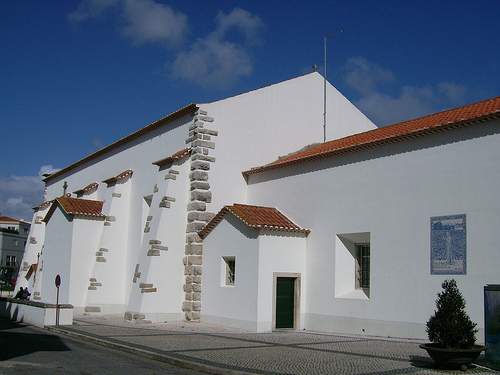
Igreja do Convento Santo António da Lourinhã

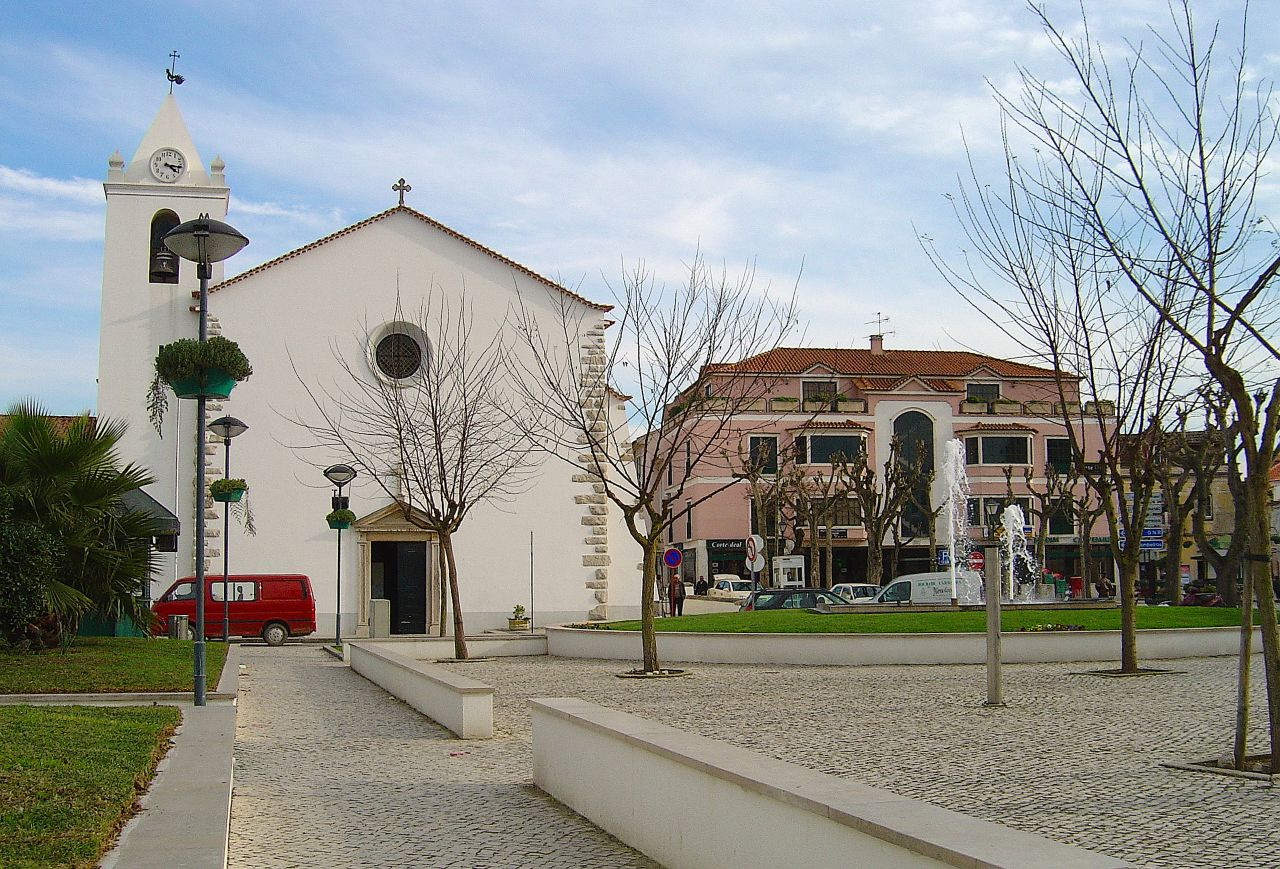
Igreja do Convento Santo António da Lourinhã

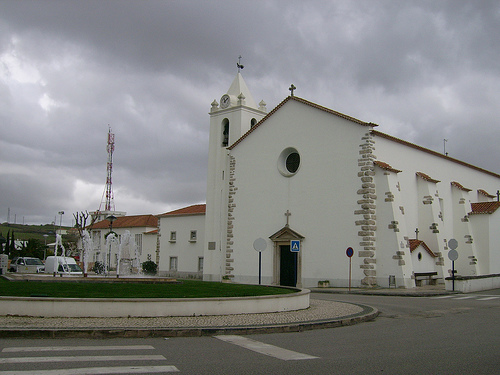
Igreja do Convento Santo António da Lourinhã

A Igreja do Convento de Santo António da Lourinhã, também referida como Convento de Santo António da Lourinhã, Igreja Paroquial da Lourinhã ou Igreja de Nossa Senhora da Anunciação, situa-se na freguesia da Lourinhã e Atalaia, na vila e município da Lourinhã, em Portugal.
Situado na parte baixa da vila, o ex-convento de frades recoletos, da ordem franciscana, é um edifício começado a construir em 1601, em estilo clássico.

## História
O convento era inicialmente constituído por uma pequena igreja, e em 17 de Novembro de 1601, iniciaram-se obras de ampliação que se prolongaram por vários anos, devido à grandeza e volume do edifício e às dificuldades monetárias dos frades.
Está classificado como Monumento Nacional desde 1910.

## Características
Possui um pequeno claustro, de dois pisos, com colunas que sustentam capitéis da ordem toscana. O claustro inferior possuía um lambril de azulejos dos primeiros anos do Século XVIII, representando meninos com cabazes de flores à cabeça, que ainda se podem admirar numa das paredes, estando nas restantes réplicas mandadas fazer a quando do último restauro.
A igreja, de uma só nave, tem sofrido grandes restauros que a desfiguraram, especialmente na sua fachada.
A capela-mor é separada do corpo da igreja, por um duplo arco sustentado por pilastras da ordem toscana.
A nave, de abóbada de berço possui um largo silhar de azulejos, da segunda metade do Século XVIII, de albarrada.
As paredes da capela-mor são forradas com painéis de azulejos figurativos, azuis e brancos, do Século XVIII, época da construção do retábulo do altar-mor e dos altares laterais.
No lado do Evangelho, abre-se em arco renascentista o túmulo de D. Brás Henriques, mandado construir pela sua viúva, D. Brites Brandoa e sob risco do arquitecto régio Pedro Nunes Tinoco.
Ao fundo da nave, no lado da epístola, a pequena capela mandada erigir em 1714, conforme consta numa cartela, pelo Padre João Nunes Franco, Beneficiado da Matriz, para seu jazigo. O retábulo do altar e em mármore florentino e a revestir o altar e as paredes dois painéis de azulejos com cenas de milagres de Santo António, do ciclo dos mestres e atribuídos ao mestre que costumava deixar apenas as iniciais P.M.P.